# Nick D'Arcy
Nicholas James D'arcy, né le 23 juillet 1987 à Brisbane, est un nageur australien. 

## Biographie
Il commence sa carrière internationale en 2006. Il se qualifie pour les Jeux olympiques d'été de 2008 sur le 200 mètres papillon, mais il est sorti de l'équipe par le Comité olympique australien pour s'être battu dans un bar avec un autre nageur au mois de mars. Il n'est présent non plus aux Championnats du monde 2009.
Aux Championnats pan-pacifiques 2010, il gagne la médaille d'arhent sur le 200 mètres papillon.
Aux Jeux olympiques d'été de 2012, il se classe treizième des demi-finales du 200 mètres papillon.